# Resident Evil: Afterlife
Resident Evil: Afterlife là một phim khoa học viễn tưởng- kinh dị-sống còn của hãng Sony. Bộ phim được viết kịch bản và đạo diễn bởi Paul W. S Anderson. Bộ phim có sự tham gia của các diễn viên Milla Jovovich, Ali Larter, Wentworth Miller, Kim Coates, Shawn Roberts và Boris Kodjoe.
Đây là một bộ phim được làm dưới dạng 3D và là phần thứ tư trong loạt phim Resident Evil dựa theo video game nổi tiếng của hãng Capcom. Bộ phim được công chiếu vào ngày 10/9/2010 ở Bắc Mỹ và được phát hành đĩa DVD và Blu-ray vào ngày 28/12/2010. Bộ phim là sự tiếp nối của phần trước Resident Evil: Extinction.

## Nội dung
Sau những sự kiện xảy ra trong phần trước, thế giới vẫn bị tàn phá bởi đại dịch Virus-T. Bốn năm sau, Alice (Milla Jovovich) và các nhân bản cố tìm và giết cho bằng được Albert Wesker (Shawn Roberts)tại căn cứ của trụ sở Umbrella ở Tokyo. Nhưng Wesker trốn thoát được và rời khỏi thành phố trước khi cho nổ. Toàn bộ phiên bản nhân tính của Alice đã bị tiêu diệt nhưng bản thật vẫn ở trên máy bay của Wesker. Trong 1 phút sơ suất, Wesker đã tiêm vào người Alice một loại huyết thanh tiêu diệt sức mạnh của Virus-T. Wesker rất ngạc nhiên khi Alice cảm ơn mình vì đã biến cô thành một người bình thường.
Sáu tháng sau, Alice đi một mình trên một máy bay 2 chỗ ngồi theo thông tin khẩn cấp từ một nơi trú ẩn an toàn có tên gọi là Arcadia ở Alaska. Khi đáp xuống một bãi đổ máy bay, Alice bị tấn công bởi Claire Redfield (Ali Larter). Sau vụ xô xát, Alice phát hiện ra trên người của Claire có một thiết bị kiểm soát do Umbrella cài lên người cô. Alice cũng phát hiện ra Claire đã mất trí nhớ. Sáng hôm sau, hai người đi đến Arcadia. Trên máy bay, Alice hỏi Claire rằng cô có nhớ chút gì về mình không. Claire trả lời là không và hỏi Alice tên mình là ai. Alice trả lời. Hai người bay đến Los Angeles, lúc này đã bị tàn phá bởi các zombie. Họ tìm thấy một nhà tù của quân đội. Trên đó có dòng chữ "HELP US". Alice đáp máy bay xuống. Nhưng họ suýt nữa rơi xuống đám zombie nếu không có người giúp họ. Hai người gặp được Luther West (Boris Kodjoe), một vận động viên thể dục dẫn đầu một nhóm nhỏ bao gồm: Wendell (Fulvio Cecere), Crystal Waters (Kacey Barnfield), Bennett (Kim Coates) và Kim Yong (Norman Yeung), Angel Ortiz (Sergio Peris-Mencheta). Họ hỏi hai người có phải là người do Arcadia gửi đến không. Câu trả lời làm họ thất vọng. Alice cho rằng Arcadia là một thành phố nhưng Luther nói rằng đó là một con tàu. Mọi người đi xuống tầng ăn. Ở đó, Luther nói rằng đó là 1 nhà tù của quân đội bỏ hoang.
Đi xuống tầng tiếp theo, Alice và Claire gặp được Chris Redfield (Wentworth Miller), một người lính bị bỏ lại. Anh ta tự nhận rằng anh là anh trai của Claire. Anh nhấn mạnh rằng anh không phải là một tù nhân, nhưng thực sự là một người lính trở thành nạn nhân của một trò đùa tàn nhẫn. Anh ta nói rằng biết một đường hầm thay thế. Alice tin anh và đề nghị thả anh ta ra. Lúc đó, có một con quái vật cầm búa đeo mặt nạ (Axeman) đến và phá cửa. Bên trong, Angel Ortiz và Alice vào phòng tắm. Trong lúc Alice đang mở nước thì ông ta đột ngột biến mất. Alice cầm súng đuổi theo và thấy ông ta đang bị một zombie Majini tấn công và lôi ông ta ra xuống. Alice biết rằng zombie sắp sửa tràn vào nhà ngục này. Ở dưới, Claire, Chris, Yong và Luther đang mở cửa lấy xe thì thấy Axeman đang đập cửa. Claire bắn một viên vào đầu nhưng không chết. Vội vàng, cả nhóm chia ra thành 2 đội. 3 người ở lại giúp Luther lái xe còn Alice, Crystal và Chris xuống kho vũ khí.
Xuống dưới kho vũ khí, mực nước rất sâu. Khi họ trồi lên thì bỗng dưng có một Majini tấn công họ. Crystal bị lôi xuống nước còn Alice và Chris may mắn sống sót. Họ lấy được súng và chuẩn bị ra ngoài. Khi mở được cửa thì thấy chiếc xe. Biết rằng chiếc xe đã hư thì bỗng nhiên Bennett nổ súng cướp lấy máy bay của Alice. Máy bay rơi xuống đám zombie và giết được khoảng chục tên. Lúc đó, Axeman đã phá sập cửa và zombie tràn vào. Mọi người chạy lên sân thượng và zombie đuổi theo. Khi bị đồn vào góc kẹt thì Alice bảo mọi người xuống trước và đừng đợi cô. Khi Alice ném một chiếc túi có chứa thuốc nổ thì cô nhảy xuống. Chiếc túi phát nổ tiêu diệt được số lượng lớn zombie. Sau khi nhảy xuống, Alice phải chống chọi với số lượng lớn zombie. Cùng lúc đó, Luther mở cửa và bảo Alice chạy vào. Alice chạy thoát bỏ lại đám zombie.
Alice, Claire va Yong vào phòng tắm. Bỗng Axeman tấn công họ. Hắn chặt Yong làm đôi và bắt đầu tấn công Alice và Claire. Tuy nhiên hắn đã bị Claire bắn vào đầu và bất tỉnh. Sau đó, Axeman tỉnh dậy và ném cây búa vào Alice và Claire nhưng họ may mắn né được. Axeman bị Alice tiêu diệt với một phát bắn vào đầu. Alice, Claire và Chris đi đến con tàu Arcadia. Ở đó, họ gặp Wesker và hai con chó nhiễm Virus-T. Wesker nói rằng ông ta đã bị nhiễm Virus-T nhưng để duy trì sức mạnh đó thì ông ta đã giết hết mọi người trên tàu và ăn sống DNA của họ. Lúc đó, Bennett xuất hiện và cầm súng định bắn Alice. nhưng cô đã cướp được súng từ tay ông ta và tiêu diệt hai con chó của Wesker. Lúc đó, Claire và Chris bất ngờ tấn công Wesker. Nhưng Wesker dễ dàng đánh bại Claire và Chris, hắn ném họ vào trong những cái lồng kính rồi các lồng đó tự động tụt xuống sàn. Trong khi đó Alice chống đỡ lại sư tấn công của hai con chó. Khi hai con chó bị tiêu diệt thì Wesker thò vòi định ăn thịt Alice, Alice bắn vào mồm Wesker làm hắn bất tỉnh, cô dùng bảng điều khiển để cứu Claire và Chris khỏi những lồng kính.
Ở nhà ngục, Luther vẫn còn sống và hiện đang bị thương. Wesker trước khi bỏ chạy đã kích hoạt quả bom nhưng Alice đã giấu nó trên máy bay của mình. Họ cứu được khoảng 1000 người sống sót. Cùng lúc đó, Jill Valentine (Sienna Guillory) xuất hiện và dẫn đầu một đội quân. Bộ phim kết thúc.

## Diễn viên
- Alice (Milla Jovovich):Một nhân viên Umbrella sống sót đã và đã liên kết thành công với Virus-T, có khả năng siêu phàm
- Claire Redfield (Ali Larter):Em gái của Chris Redfield, người dẫn đầu đoàn người sống sót trong phần trước.
- Chris Redfield (Wentworth Miller):Là lính quân đội bị bỏ lại. Là anh của Claire Redfield
- Bennett(Kim Coates): một nhà sản xuất phim và một trong những người sống sót của Los Angeles
- Albert Wesker (Shawn Roberts):Chủ tịch của tập đoàn Umbrella, người sở hữu sức mạnh siêu nhiên, tốc độ, và khả năng tái sinh.
- Luther West (Boris Kodjoe): Một vận động viên thể dục nổi tiếng ở Los Angeles

## Quay phim
Như đã nói, bộ phim là phần thứ 4 trong loạt phim Resident Evil
Bộ phim được quay tại Tokyo và Alaska. Thư viện Robarts được lấy làm nhà ngục. Còn Leslie Dan Faculty of Pharmacy thì được lấy làm trụ sở ngầm của công ty Umbrella ở Tokyo